# William Parker Foulke

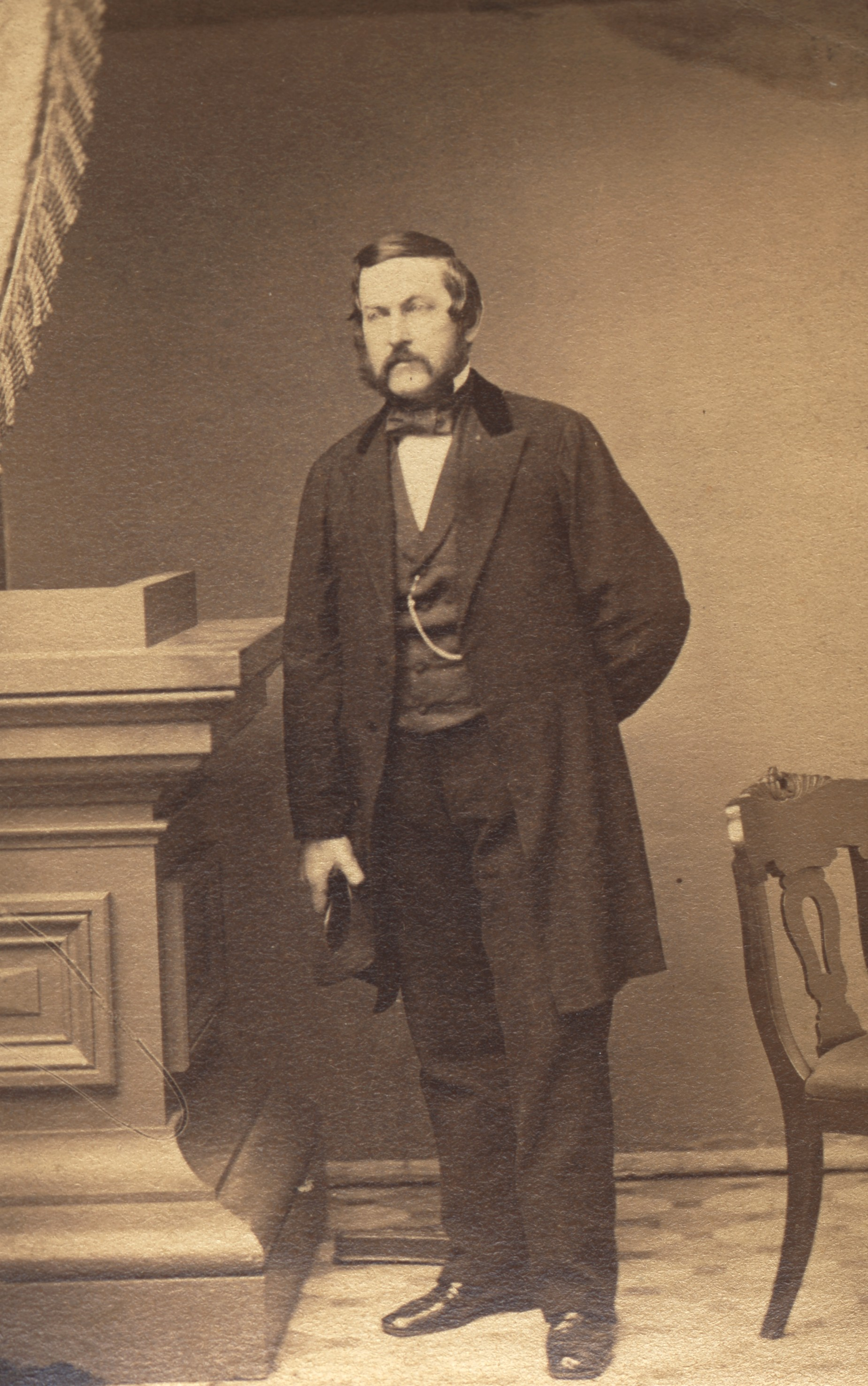
William Parker Foulke

William Parker Foulke (1816–1865) – amerykański naukowiec, odkrywca pierwszego pełnego szkieletu dinozaura (Hadrosaurus foulkii) w Ameryce Północnej w Haddonfield, Stan New Jersey w 1858.